# 22 août dans les chemins de fer
22 juillet 22 septembre
Chronologies thématiques
- Croisades
- Sports
- Disney

Cette page concerne les événements qui se sont déroulés un 22 août dans les chemins de fer.

## Événements

### XIXesiècle
- 1828 : en France, après avoir séjourné à Saint-Étienne, la comtesse Bertrand (épouse d’Henri-Gatien Bertrand, général du Premier Empire) emprunte la ligne de Saint-Étienne à Andrézieux afin de se rendre à Montbrison, devenant ainsi la première personnalité à effectuer un voyage ferroviaire en Europe continentale[1].
- 1841 : en France, ouverture à l'exploitation de la ligne Strasbourg-Bâle dont le terminus est alors la gare de Saint-Louis.
- 1885 : en France, ouverture de la ligne Eu-Dieppe, appartenant à la Compagnie des chemins de fer de l'Ouest.

### XXesiècle
- 1910 : aux États-Unis, le premier train de passagers transcontinental de la Western Pacific Railroad atteint San Francisco en Californie.

### XXIesiècle
- 2006 : en Espagne, le déraillement d'un train de voyageurs Talgo  à Villada près de Palencia, dans le nord du pays, fait six morts et 36 blessés.